# ルイ・アントワーヌ・フォヴレ・ド・ブーリエンヌ

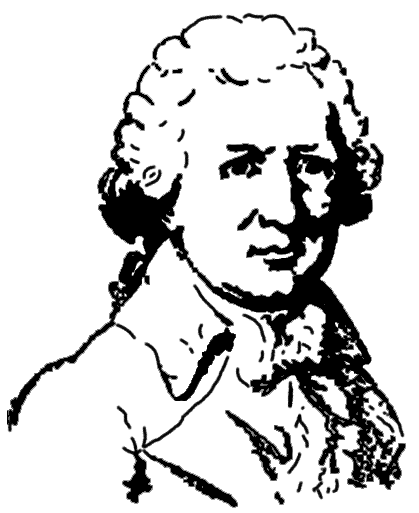
ルイ・アントワーヌ・フォヴレ・ド・ブーリエンヌ

ルイ・アントワーヌ・フォヴレ・ド・ブーリエンヌ（Louis Antoine Fauvelet de Bourrienne、1769年7月19日 – 1834年2月7日）は、フランスの外交官。ナポレオン・ボナパルトの個人秘書を務めた。

## 生い立ち
ブーリエンヌはサンスの生まれで、シャンパーニュ地方に有ったブリエンヌ幼年学校でナポレオン・ボナパルトと一緒に教育を受けた。ナポレオンはその孤独癖から周囲に溶け込まなかったが、ブーリエンヌとは仲がよかったとされる。しかしブーリエンヌの回顧録で語られる2人の非常に親密な友情物語には疑いが持たれている。

## ナポレオン
ブーリエンヌは1787年に幼年学校を卒業したが軍人の道は歩まず、ウィーンで法律と外交を学び、フランス革命の勃発とその第一段階の時期にはライプツィヒにいた。1792年の春にフランスに帰国し、パリでナポレオンと再会を果たした。二人はともにあてのない生活を送っていたが、革命の騒乱の中、6月20日のテュイルリー宮殿襲撃や、8月10日に同じ場所で起きたスイス衛兵の虐殺（8月10日事件）を目撃することとなった。
ブーリエンヌはシュトゥットガルトで外交官の辞令を受けたが、すぐに亡命貴族のリストに載ることとなり、1797年11月までそこから取り除かれなかった。しかしヴァンデミエールの反乱（1795年10月5日）の後にはパリに帰還し、国内軍の副官からイタリア方面軍司令官に昇進したばかりのナポレオンに再会した。ブーリエンヌはイタリア遠征には同行しなかったが、オーストリアに勝って長い交渉（1797年5月～10月）に入っていたナポレオンに呼ばれ、その法律と外交の知識を生かしてカンポ・フォルミオ条約（10月7日）の起草に携わった。
翌年のエジプト遠征にはナポレオンの個人秘書として同行し、自身の回顧録の中に生き生きとした（しかしあまり信頼できない）探検記を残している。ナポレオンのフレジュスへの帰国の航海（1799年9月～10月）に同行して、1799年のブリュメールのクーデターの計画に加わった。その後その能力を買われて第一執政の側近として残ったが、1802年、不正な金融取引に関わってナポレオンの不興を被ることとなった。
1805年春、ブーリエンヌはフランスの使節としてハンブルク自由市に赴いた。任務はその地で「大陸封鎖令」として知られるイギリスとの経済戦を遂行することであったが、彼はその専政的な処置を嫌っていただけでなく、彼に賄賂を贈った商人らに味方してひそかに政策を緩めたことが知られている。1807年の春の初め、東プロイセンにいた軍のために大量の軍用外套を調達するようナポレオンに命じられたとき、彼が取りえた唯一の手段はそれをイギリスに注文することであった。ブーリエンヌはハンブルクで大きな財産を築いたが、1810年の終わりには失脚してフランスに召還された。
1814年に皇帝ナポレオンが退位するとブーリエンヌは王政復古を受け入れ、1815年のナポレオンの百日天下の間もルイ18世のヘント亡命に同行した。その後は特に目立った活動をすることなく、1834年2月7日、2年の精神疾患の後にカーンで死去した。

## 回顧録
ブーリエンヌの名声はその業績や取るに足りない自身の創作にではなく、C・M・ド・ヴィレマールによって編纂されたその回顧録（Mémoires 全10巻、1829年～1831年にパリで刊行）によっている。同書は何度も再版され、また多くの言語に翻訳されて、日本でも『奈翁実伝』の書名で刊行された。